# Habitatmodell

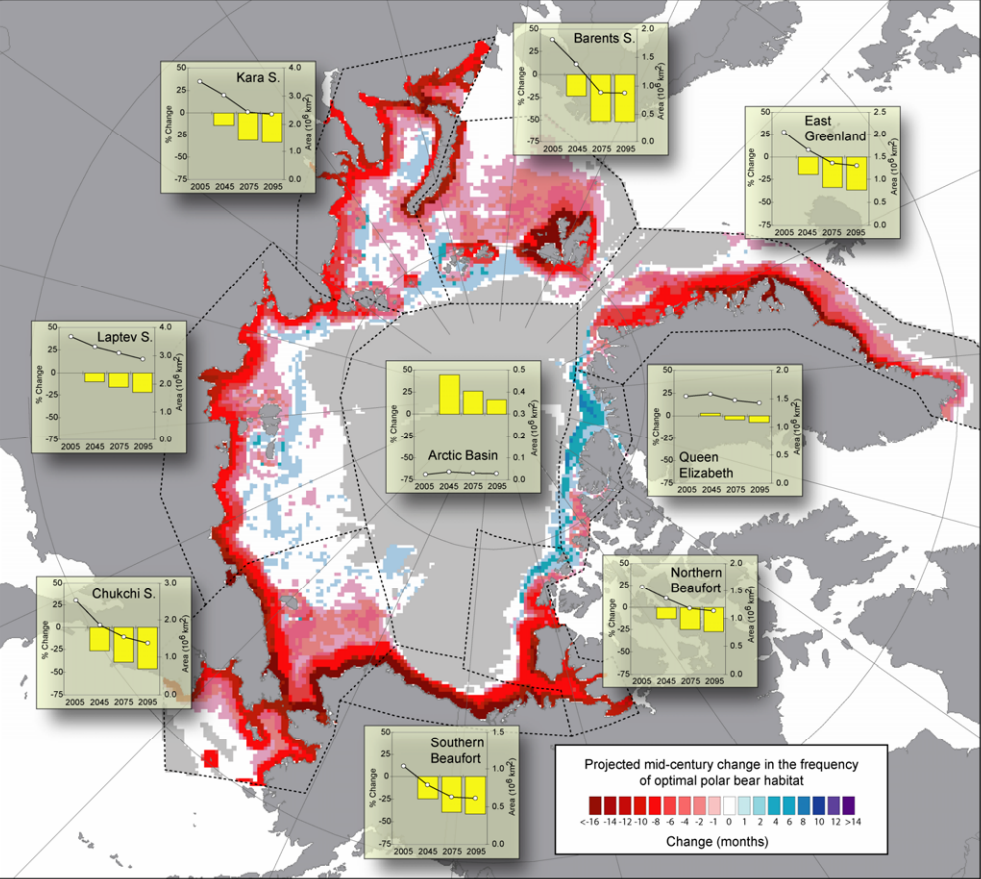
Modelliertes Szenario der künftigen Ausbreitung des Eisbären anhand seines Habitats, basierend auf den 10. IPCC AR-4 GCM-Modellen

Ein Habitatmodell ist in der Ökologie eine modellhafte Darstellung von Prozessen in einem Lebensraum. Dazu werden biotische und abiotische Faktoren berücksichtigt, um Schlüsse über vergangene oder künftige Entwicklungen in Lebensräumen treffen zu können.

## Ziele
Um die Habitatansprüche einer Art zu quantifizieren, werden Habitatmodelle herangezogen. Habitatmodelle dienen nach Morrison (1998) mehreren Zielen:
- Bildung von Hypothesen über einzelne Arten bzw. Systeme,
- Verständnis darüber, welche Faktoren Verteilung und Häufigkeit der Art beeinflussen,
- eine Formalisierung dieses Verständnisses,
- eine Vorhersage zukünftiger Verteilung bzw. Häufigkeit (Szenarien).

## Modellwahl
Für die Auswahl eines geeigneten, d. h. „robusten“ Modellansatzes müssen Parameter für das Modell festgelegt werden. Zunächst muss eine Skalenebene bestimmt werden, auf der modelliert werden soll. Dies kann von einzelnen Mikrohabitaten bis zu globalen Ansätzen reichen – es kann um eine Art gehen oder ein mehrere Quadratkilometer großes Korallenriff. Bei räumlichen Ansätzen wird geprüft, welche Relevanz die Umweltbedingungen einer Landschaft, eines Bioms oder eines Meeresgebietes (Relief, Wasserläufe, Bodenbeschaffenheit etc.) haben. Erhobene und weitere verfügbare Daten müssen auf ihre Aussage für das Modell geprüft werden. Durch die meist beschränkte Zahl an vorliegenden Daten müssen Interpolationen vorgenommen werden. Der Grad an interpolierten Daten, die in das Modell einfließen, muss daher ebenfalls bestimmt werden.
Um die Güte des Habitatmodells abschätzen zu können und die raumzeitliche Übertragbarkeit zu überprüfen, kann eine Evaluierung durchgeführt werden. Eine solide Methode ist es, Datensätze heranzuziehen, die nicht für die Erstellung des Modells verwendet
wurden. Stimmen diese Daten mit denen aus dem Modell abgeleiteten überein, kann von einer gewissen Validität des Modells ausgegangen werden.

## Species Distribution Models
Eine häufig verwendete Form von Habitatmodellen sind die Species Distribution Models (SDM). Mit ihrer Hilfe können Schlüsse über die Verbreitungsmöglichkeiten von Tier- und Pflanzenarten in Raum und Zeit getroffen werden. Sie werden in der ökologischen wie auch in der Evolutionsforschung verwendet.
Übersicht
(nach Franklin 2009):
| Methode Statistische Grundlage    | Beschreibung                                                    | Bezug                                | Anwendung Kommentar                                                 |
| --------------------------------- | --------------------------------------------------------------- | ------------------------------------ | ------------------------------------------------------------------- |
| Generalized Linear Models (GLM)   | flexibel, basiert auf der Multiplen Regression                  | kontinuierlich, ordinal, binär (P/A) | effektive Methode, vor allem für globale Modelle                    |
| Generalized Additive Models (GAM) | multiple Regression mit Splines und anderen Methoden kombiniert | kontinuierlich, ordinal, binär (P/A) |                                                                     |
| Bayesian Modeling                 | Schätzt die Wahrscheinlichkeit von (zukünftigen) Ereignissen ab | kontinuierlich, ordinal, binär (P/A) | wird verwendet, ist jedoch nicht kompatibel zu anderen SDM-Methoden |

## Publikationen
Artikel
- Jane Elith & John R. Leathwick (2009): Species Distribution Models: Ecological Explanation and Prediction Across Space and Time Übersichtsartikel in Annual Review of Ecology, Evolution, and Systematics. (doi:10.1146/annurev.ecolsys.110308.120159)
- E. Penelope Holland, James N. Aegerter, Calvin Dytham, Graham C. Smith: Landscape as a Model: The Importance of Geometry. PLoS.

Bücher
- Atte Moilanen, Kerrie A. Wilson, Hugh Possingham (Hrsg.): Spatial Conservation Prioritization: Quantitative Methods and Computational Tools (= Oxford Biology). Oxford University Press, Oxford, England 2009, ISBN 978-0-19-954777-7 (englisch).
- Lorenz Fahse, Andreas Huth: Modellierung in der Ökologie: Erstellen, Anwenden und Analysieren von ökologischen Modellen. Springer, Berlin 2007, ISBN 978-3-540-37700-9.